# Leon Greenman
Leon Greenman (10. prosince 1910, Londýn – 7. března 2008, Londýn) – jediný Angličan, který byl vězněm koncentračního tábora Auschwitz - Birkenau, autor knihy "An Englishman in Auschwitz"

## Život
Narodil se v Londýně, ale od pěti let vyrůstal v Rotterdamu, kam se přestěhoval se svými rodiči. V roce 1935 se oženil s Holanďankou Esther van Dam, v roce 1940 se jim narodil syn Barney. Po obsazení Holandska Němci v roce 1940 byl Leon Greenman s celou rodinou v říjnu 1942 internován v sběrném táboře Westerbork. Po čtyřech měsících v tomto táboře byl deportován do Auschwitz - Birkenau. Jeho žena a syn zahynuli v plynové komoře. On sám pracoval v táboře jako holič. V září 1943 byl poslán do tábora v Auschwitz III - Monowitz, kde pracoval jako dělník při rozšiřování továren. Během evakuace osvětimských táborů v lednu roku 1945 byl po pochodu smrti převezen do KL Buchenwald, kde byl 11. dubna 1945 osvobozen.

## Dílo
- An Englishman in Auschwitz, ISBN 0853034249